# Joseph Beltrami
Joseph Beltrami (15. Mai 1932 – 24. Februar 2015) war ein schottischer Anwalt schweizerischer Abstammung.

## Frühes Leben und Familie
Er kam in Rutherglen als Sohn eines schweizerischen Vaters und einer schottischen Mutter zur Welt. Sein Vater Giuseppe (Joseph) Beltrami betrieb in Glasgow ein Fischrestaurant am Glasgow Cross. Joseph Beltrami wuchs in Glasgow auf und studierte am St Aloysius’ College und an der University of Glasgow.

## Berufliche Karriere
Beltrami war in mehrere hochkarätige Rechtsfälle involviert, inklusive der Kampagne zur Freilassung von Patrick Meehan. Er verteidigte vor Gericht unter anderem verschiedene Mitglieder der Glasgower Unterwelt wie zum Beispiel Arthur Thompson und Johnny Ramensky und erreichte erstmals in der Geschichte an einem schottischen Gericht bei der Verteidigung von Maurice Swanson eine Begnadigung. Dies führte dazu, dass in den achtziger Jahren der Ausdruck get me Beltrami zum Synonym der Glasgower Bevölkerung für die Bitte um Hilfe in einer verzweifelten Situation wurde.

## Persönliches
Beltrami ist der Vater von drei Söhnen, die alle eine juristische Karriere eingeschlagen haben. Edwin Beltrami ist Leitender Staatsanwalt für den Crown Prosecution Service in Wales, Adrian Beltrami ist Kronanwalt in London, spezialisiert auf Handelsrecht, und Jason Beltrami ist Anwalt in Glasgow. Joseph Beltrami starb im Alter von 82 Jahren.